# Theria (vlinders)
Theria is een geslacht uit de familie van de Geometridae, de spanners. 
Dit geslacht kent een opvallend geslachtsdimorfisme doordat de wijfjes sterk gereduceerde vleugels hebben en niet kunnen vliegen. 

## Soorten
- Theria crypta Wehrli, 1940
- Meidoornspanner, Theria primaria (Haworth, 1809)
- Late meidoornspanner, Theria rupicapraria (Denis & Schiffermüller, 1775)